# Tres Sargentos

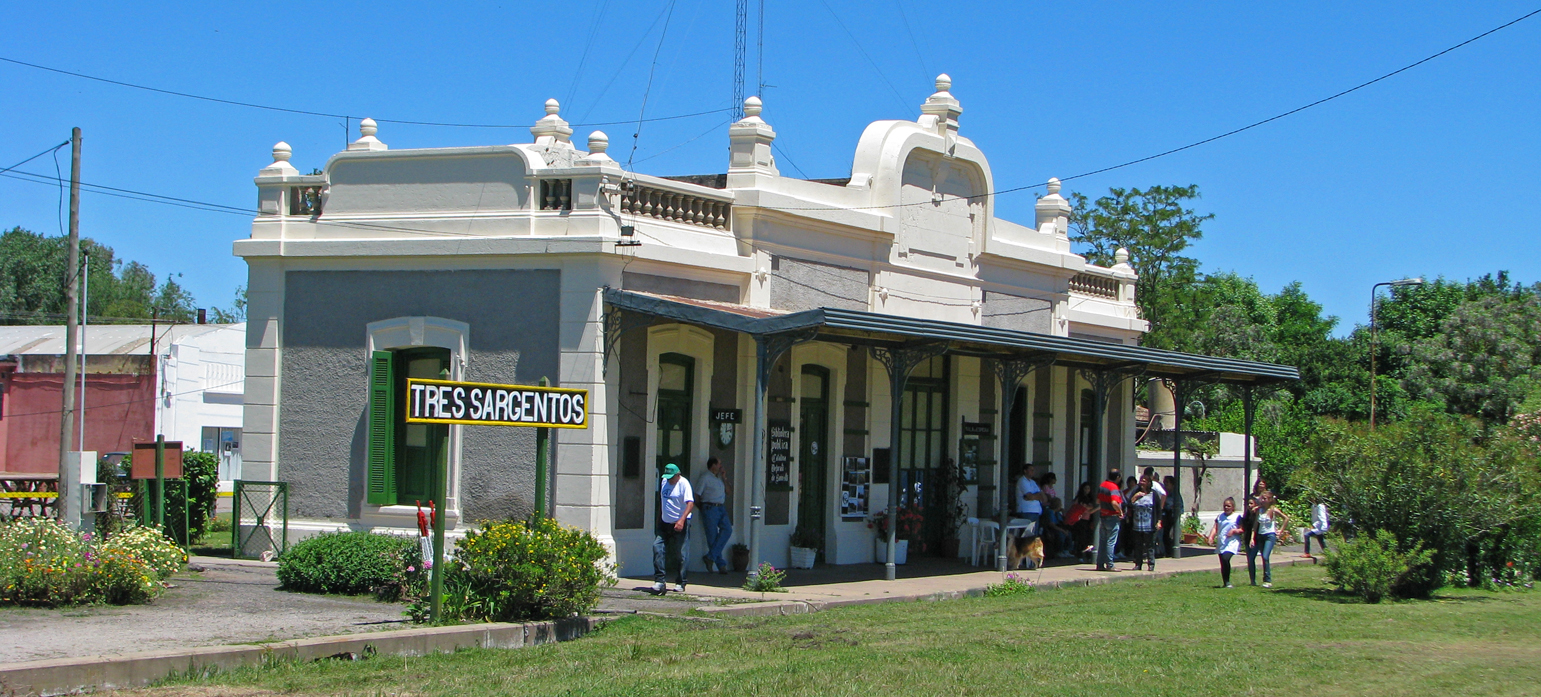
Vista da grade das pistas

Tres Sargentos é uma localidade do partido de Carmen de Areco, da Província de Buenos Aires, na Argentina. Possui uma população estimada em 324 habitantes (INDEC 2001).